# الأكاديمية الليبية

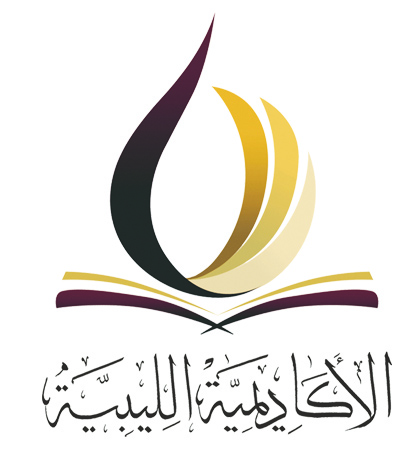
شعار الأكاديمية الحالي

الأكاديمية الليبية أو أكاديمية الدراسات العليا في ليبيا تأسست في 1988 تحت اسم «معهد الدراسات العليا للعلوم الاقتصادية»، وبدأت الدراسة بها مع فصل الخريف سنة 1989 بثلاثة أقسام علمية، هي قسم المحاسبة، قسم الإدارة والتنظيم وقسم الاقتصاد
تمنح خريجيها درجة الإجازة العالية «الماجستير» والدقيقة «الدكتوراه» وإضافة لمقر الإدارة الرئيسي في طرابلس يوجد فرع للأكاديمية في بنغازي، وفرع في مصراتة والآن وبعد بضع سنوات أصبحت الأكاديمية تحتوي على معظم التخصصات وهي عضو في اتحاد الجامعات العربية.
و تحتوي الأكاديمية على مركز متخصص في تدريس اللغات.
أدار الأكاديمية سابقاً صالح إبراهيم، حاليا يديرها الطاهر الشريف.
يوجد فرع للأكاديمية الليبية مصراتة وبجميع التخصصات الموجود في كل من طرابلس وبنغازي ويبلغ عدد الطلبة المستمرون في الدراسة بهذا الفرع أي فرع مصراتة مايزيد عن 1200 طالب

## مواقع خارجية
- موقع الأكاديمية
- وزارة التربية والتعليم الليبية

## مواضيع ذات علاقة
- التعليم في ليبيا